# Luis Donaldo Colosio Murrieta, delstaten Mexiko
Luis Donaldo Colosio Murrieta är en ort i kommunen Temoaya i delstaten Mexiko i Mexiko. Samhället hade 739 invånare vid folkräkningen 2020.